# Kokkini (Parelii)
Kokkini (griechisch Κοκκίνι (n. sg.)) ist ein Dorf im Westen der griechischen Insel Korfu. Es bildet gleichzeitig eine Ortsgemeinschaft (Τοπική Κοινότητα Κοκκινίου Topikí Kinótita Kokkivíou) im Gemeindebezirk Parelii der Gemeinde Kendriki Kerkyra ke Diapondia Nisia. Kokkini liegt etwa 15 Kilometer östlich der Inselhauptstadt Kerkyra.

## Gliederung und Einwohnerentwicklung
Einwohnerentwicklung von Kokkini
| 1920 | 1928 | 1940 | 1951 | 1961 | 1971 | 1981 | 1991 | 2001 | 2011 |
| ---- | ---- | ---- | ---- | ---- | ---- | ---- | ---- | ---- | ---- |
| 235* | 426* | 375  | 315  | 326  | 273  | 269  | 373  | 733  | 580  |

* Einwohnerzahlen einschließlich weiterer Orte

1920: Trialos: 23, Moni Myrtidiotissis: 4

1928: Kelia: 77, Trialos:33, Kefalovryso: 150